# Jó Ember díj
Káplár László, a 2003-ban ötvenévesen eltávozott újságíró, volt MTI-s nevének és az általa képviselt értékrend megőrzésére jött létre 2005-ben a Káplár László Emlékére Kulturális Alapítvány. A kulturális teljesítmények díjazására az alapítvány a névadó személye előtt tisztelegve létrehozta a Jó Ember díjat, melyet évente egyszer ad ki a kuratórium döntése alapján.

## A díj
A Jó Ember díj Judit Hagner, Németországban élő magyar szobrászművész alkotása, mely egy simogató, óvó kezet mintáz. A díjat minden évben egy olyan személy kapja meg, aki egyrészt becsülettel, tisztességgel, emberséggel, alázattal végzi munkáját, másrészt mindezen felül olyan tevékenységet végez, amellyel embertársainak ad jót, inspirációt, segítséget. Egyfajta „láthatatlan angyalként” megnyitja mások előtt a képzeletbeli ajtókat, kitapossa előttük az utat, segítve akár a szakmai kiteljesedésüket, akár az életkörülményeik vagy az egészségük javulását.

## A kuratórium tagjai
- Bandi Szabolcs, elnök (Pécs)
- Borsós Zsófia (Pécs)
- Komlós Attila (Pécs)
- Márkus István (Pécs)

## Díjátadó
A díjátadó ünnepséget hagyományosan minden év áprilisának negyedik szombatján tartják Pécsváradon a várban a névadóra emlékező rokonok, barátok, tisztelők, valamint a díjazottak részvételével. A rendezvény nyitott, azon minden érdeklődő részt vehet. Az alapítvány és a díj névadója, Káplár László természetbarátként családjával minden évben elment a Zengőre a bánáti bazsarózsa virágzásának idején, ezért a díjátadás is ehhez az időponthoz, április végéhez igazodik. A díjátadó ünnepséget követően a résztvevők Káplár Lászlóra és a család kirándulásaira emlékezve közös sétára és piknikezésre indulnak a Zengőre, megtekintve a bánáti bazsarózsa nyíló virágait.

## A Jó Ember díj eddigi kitüntetettjei
- 2024 – Rózsa Zsombor (Szabadka), vajdasági magyar pedagógus, sakkmódszertan oktató, építőmérnök, közösségfejlesztő tevékenységéért, a sakk oktatási alkalmazásáért, népszerűsítéséért[1]
- 2023 – Gyirgyó Dénes (Esztár) Keresztyén közösségfejlesztő.Közösségépítő tevékenységéért. Hajdú Bihar 2022 Év Önkéntese díjazottja.[2]
- 2022 – Dr. Nagy Natália (Ungvár), egyetemi docens, a kárpátaljai magyarságért végzett és egyéb szociális tevékenységéért
- 2021 – Enyedy Ágota Margit (Budapest), óvodavezető, közösségfejlesztő, rászorulók támogatója
- 2020 – Dr. Balogh Enikő (Komárom (Szlovákia)), beteg sportolók és gyerekek segítője
- 2019 – Mészáros Gabriella (Budapest), mozgássérültek segítője, társadalmi elfogadottságuk előmozdítója
- 2018 – Szabó Pál Szasó (Budapest), beteg gyermekek segítő támogatója
- 2017 – Balogh László (Budapest), Dr. Lala bohócdoktor
- 2016 – Tóth Péter Lóránt (Kunszentmiklós), tanár, drámapedagógus
- 2015 – Kiss Anikó (Budapest), képzőművész, a Szociális Csomagküldő Mozgalom (SZOCSOMA) létrehozója, elnöke
- 2014 – H. Csongrády Márta (Debrecen), fotó- és képzőművész, muzeológus, etnográfus
- 2013 – Bodó Imre (Dombóvár), agrármérnök, helytörténész
- 2012 – Dalosné Tóth Zsuzsanna (Budapest), tanár, a MINYATA Egyesület alapító tagja
- 2011 – Zágorhidi Czigány Ákos (Oszkó), Hegypásztor Kör, ügyvezető
- 2010 – Gulyás Jánosné és Gulyás János (Kaposvár), ének-zenei nevelés, kultúra
- 2009 – László Károly (Sepsiszentgyörgy), színész, Tamási Áron Színház
- 2008 – Pécsi Géza (Pécs), zenepedagógus, a Kulcs a muzsikához szerzője
- 2007 – Varga Ilona (Budapest), újságíró, Magyar Rádió
- 2006 – Dr. Rideg Lászlóné (Pécs), főnővér, a Szociális Háló Egyesület társalapítója
- 2006 – Káplár László posztumusz